# Педерсен, Кристиан
Кристиан Майдаль Педерсен (дат. Kristian Majdahl Pedersen; род. 4 августа 1994, Рингстед, Западная Зеландия) — датский футболист, защитник клуба «Суонси Сити» и сборной Дании.

## Клубная карьера
Педерсен — воспитанник клубов «Бенлёсе» и «Рингстед». Летом 2014 года Кристиан подписал контракт с «ХБ Кёге». 25 июля в матче против «Скиве» он дебютировал в Первом дивизионе Дании. 19 апреля 2015 года в поединке против «АБ Гладсаксе» Кристиан забил свой первый гол за «ХБ Кёге». Летом 2016 года Педерсен перешёл в берлинский «Унион». 6 августа в матче против «Бохума» он дебютировал во Второй Бундеслиге. 24 февраля 2018 года в поединке против «Зандхаузена» Кристиан забил свой первый гол за «Унион».
Летом 2018 года Педерсен перешёл в английский «Бирмингем Сити», подписав контракт на 4 года. 4 августа в матче против «Норвич Сити» он дебютировал в Чемпионшипе. 25 ноября в поединке против «Астон Виллы» Кристиан забил свой первый гол за «Бирмингем Сити».
Летом 2022 года Педерсен перешёл в «Кёльн» в статусе свободного агента, заключив контракт на 2 года.

## Международная карьера
7 октября 2020 года в товарищеском матче против сборной Фарерских островов Педерсен дебютировал за сборную Дании.

## Статистика

### Матчи Педерсена за сборную Дании
| Матчи Педерсена за сборную Дании | Матчи Педерсена за сборную Дании | Матчи Педерсена за сборную Дании | Матчи Педерсена за сборную Дании | Матчи Педерсена за сборную Дании | Матчи Педерсена за сборную Дании |
| -------------------------------- | -------------------------------- | -------------------------------- | -------------------------------- | -------------------------------- | -------------------------------- |
| №                                | Дата                             | Соперник                         | Счёт                             | Голы Педерсена                   | Соревнование                     |
| 1                                | 7 октября 2020                   | Фарерские острова                | 4:0                              | —                                | Товарищеский матч                |

Итого: 1 матч / 0 голов; 1 победа, 0 ничьих, 0 поражений.